# Baltimore Bullets (1944–1954)
Baltimore Bullets je bývalý profesionální basketbalový tým hrající v letech 1947 - 1954 soutěž NBA. V listopadu 1954 ukončil tým uprostřed sezóny svou činnost.
Jméno později (1963 - 1972) převzal tým, který se v roce 1972 přestěhoval do Washingtonu.
Dnes hraje pod názvem Washington Wizards.